# Río Matasnillo
Le rio Matasnillo (où rio Mata Asnillo, ou encore rio Mataznillo) est un fleuve de la République du Panama situé dans la province de Panama.

## Géographie
Le rio Matasnillo, d'une longueur de 6 km, prend sa source dans le quartier Bethania (es), traverse la ville du Panama et se jette dans la baie de Panama (es). C'est le seul cours d'eau qui naît et se jette dans l'océan Pacifique de la capitale du Panama.
Ce rio traverse les corregimientos de Bethania (es), Pueblo Nuevo (es), Bella Vista (es) et San Francisco (es).
Il parcourt la ville de Panama en empruntantr les principales voies de la ville : la via Simón Bolívar, la via Espagne, la calle 50 et l'avenue Balboa, avant d'atteindre son embouchure à la baie de Panama (es).

## Historique
La première mention historique du rio Matasnillo date de 1671, lorsque le pirate Henry Morgan suit le cours d'eau pour se diriger  vers l'ancienne ville de Panama, et utilise les terrains marécageux pour tendre une embuscade contre les espagnols lors de sa tentative pour prendre la ville. Si le nom de la rivière se remonte à l'époque coloniale, son origine est inconnue.
Durant la présidence de Belisario Porras, le río Matasnillo marque la limite de la croissance de la ville de Panama et de la création de la zone du canal. C'est à cette même époque que le fleuve a commencé à subir l'impact de la pollution en raison d'une urbanisation galopante.

## Pollution
En 1964 la contamination du rio Matasnillo était au maximum, en raison de l'utilisation de la rivière comme drain pour les fosses septiques communales.  
Dans les années 1990, une tentative a été faite pour couvrir le cours de la rivière afin d'éviter le problème de contamination, mais en raison des problèmes d'inondations à cause de la rétention des ordures et des sédiments, l'idée a été abandonnée.
Un rapport du Ministère d'Environnement du Panama de 2016 conclu que la pollution du rio Matasnillo est sévère. Selon la quantité de coliformes, de la demande biochimique d'oxygène et de solides suspendus, la qualité d'eau dans le cours du Matasnillo arrive à peine à être régler, alors que dans le cours moyen et bas il est mauvais. Dans un autre rapport de l'Autorité des Ressources Aquatiques du Panama (ARAP), a calculé la quantité de coliformes était de 5 millions d'unités par ml (alors que 500 unités sont tolérables !), la demande biochimique d'oxygène marquait 114 mg (alors que 35 mg sont tolerables). Le río Matasnillo et est le deuxième cours d'eau le plus contaminé du Panama, après le rio Curundú également situé dans la ville de Panama.
La pollution du rio Matasnillo ne provient pas seulement des excréments et des ordures menageres, elle provient également des déchets industriels. Le rapport ARAP a détecté 19 mg par litre d'azote (contre 10 mg tolérable) et 7 mg par litre de phosphore (contre 5 mg tolérable). En 2003, l'un des cas les plus graves de contamination industrielle dans le rio Matasnillo était le déversement de 400 à 450 gallons de colorant rouge par l'embouteilleur Coca-Cola, qui ont teint en rouge le rio et la baie de Panama. Malgré le fait que la société ait indiqué qu'il s'agissait d'un accident et que le colorant était inoffensif, le gouvernement panaméen lui a infligé une amende.